# جو بنجامين (عازف الجاز)
جو بنجامين (بالإنجليزية: Joe Benjamin)‏ (و. 1919 – 1974 م) هو عازف جاز أمريكي، ولد في اتلانتيك سيتي، يستخدم آلات كمان أجهر، توفي عن عمر يناهز 55 عاماً.

## روابط خارجية
- جو بنجامين على موقع ميوزك برينز (الإنجليزية)
- جو بنجامين على موقع أول ميوزيك (الإنجليزية)
- جو بنجامين على موقع ديسكوغز (الإنجليزية)